# الفخ (فلم)
الفخ هو فيلم من إنتاج عام 1999 من إخراج جون أميل وتأليف رونالد باس. من النجوم شون كونري وكاثرين زيتا جونز ويشمل ويل باتون، فينج راميس وموري تشايكين. يركز الفيلم على العلاقة بين المحققة فيرجينيا «جين» بيكر والمحتال سيئ السمعة روبرت «ماك» ماكدوجال أثناء محاولتهما السرقة في مطلع الألفية الجديدة. تم إصدار الفيلم بطريقة مسرحية في الولايات المتحدة في 30 أبريل 1999 وفي المملكة المتحدة في 2 يوليو 1999.
وتحكى قصة الفيلم عن فرجينيا «جين» بيكر (كاترين زيتا جونز) محققة في شركة ويفرلي للتأمين. روبرت «ماك» ماكدوجال (شون كونري) هو لص محترف متخصص في الفن الدولي. سُرقت لوحة لا تقدر بثمن من ` ` رامبرانت  من مبنى إداري في نيويورك ذات ليلة، ويُرسل `` جين  متخفيًا للتحقيق مع `` ماك  باعتباره المشتبه به الرئيسي. تحاول إيقاظه باقتراح، مدعية أنها لص محترفة، وتعد بأنها ستساعده في سرقة قناع صيني لا يقدر بثمن من قصر بيدفورد الخاضع لحراسة جيدة.. قبل الموافقة، أخبر ماك جين «القاعدة رقم واحد»: «لا تحمل سلاحًا أبدًا: أنت تحمل سلاحًا، قد تميل إلى استخدامه». يسافرون إلى اسكتلندا ويخططون لسرقة معقدة للغاية في مخبأ ماك، قلعة منعزلة. وصل آرون تيبادو (فينج رامز)، الحليف الوحيد الذي يثق به ماك، مع الإمدادات اللازمة لعملية السرقة. بينما ينشغل Mac في اتخاذ الاستعدادات النهائية، تتصل جين برئيسها هيكتور كروز (ويل باتون)، من هاتف عمومي، ويبلغه بمكان وجود ماك. لم تكن تعرف أن الجزيرة بأكملها مليئة بالتنصت، مما يسمح لـ Mac بالتنصت على محادثتهما. يحرص Mac أيضًا على منع تقدم Gin الرومانسي، غير متأكد مما إذا كانت شريكًا حقيقيًا في الجريمة أو امرأة عاملة طموحة في مهمة.
بعد أن سرقوا القناع، تتهم ماك جين بالتخطيط لبيع القناع لمشتري في كوالالمبور ثم تسليمه. يقنعه جين أن وظيفتها في وكالة التأمين هي الغطاء الحقيقي وأنها خططت لسرقة أكبر في كوالالمبور: 8 مليارات دولار من «بنك المقاصة الدولي» (الذي يشير إلى بنك التسويات الدولية في ماليزيا) في البرج الشمالي لأبراج بتروناس. أثناء إعدادهم، قام Cruz وفريقه (بتوجيه من Thibadeaux الخفي) بتعقب Gin وأكدوا أنها لا تزال في مهمة لإحضار Mac.
على الرغم من وجود كروز وأمن آخرين يراقبون المبنى، فإن السرقة تحدث في الثواني الأخيرة من العد التنازلي للألفية الجديدة لعام 2000. تسحب جين قابس الكمبيوتر المحمول قبل الأوان وتطلق أجهزة الإنذار. إنهم يهربون بصعوبة من قبو الكمبيوتر ويضطرون إلى عبور الأضواء المعلقة من أسفل الجسر الذي يربط بين البرجين. بعد هروب يتحدى الموت عندما ينكسر الكابل، يشق كل من Gin و Mac طريقهما إلى عمود تهوية، حيث يشرح Mac «الخطة ب». باستخدام المظلات الصغيرة، كانوا في طريقهم للهروب من العمود. فقدت جين مظلتها في وقت سابق من الهروب، لذا أعطاها ماك نظيره. أخبرها أن تقابله في صباح اليوم التالي في محطة قطار بودو.
يصل جين إلى المحطة في انتظار ماك. ظهر متأخرا مع آرون تيبادو، الذي يكشف عن نفسه مع زملائه عملاء مكتب التحقيقات الفدرالي. يوضح أن كروز هنا وأن مكتب التحقيقات الفيدرالي كان يبحث عنها لبعض الوقت. قبل ذلك بعامين، عندما قبض عليه العميل تيبادو واعتقله، أبرم ماك صفقة لمساعدة مكتب التحقيقات الفيدرالي في القبض على جين، لأنها كانت الهدف الأساسي طوال الوقت. ومع ذلك، فإن اللص المسن لديه خطة أخرى: مساعدتها على الهروب. ماك ينزلق بندقية ويشرح بهدوء أنه أعاد سبعة مليارات فقط من الثمانية مليارات دولار التي سرقوها إلكترونيًا في السرقة. ثم يتظاهر جين باحتجاز ماك رهينة تحت تهديد السلاح، ويهدد بإطلاق النار عليه إذا تبعها العملاء. ركبت القطارويتجه مكتب التحقيقات الفيدرالي إلى المحطة التالية. جين يقفز القطارات في منتصف المحطة ويعود إلى بودو. أخبرت ماك أنها بحاجة إليه في وظيفة أخرى، وكلاهما يستقل القطار.